# Cathédrale Saint-Liboire de Paderborn
La cathédrale Saint-Liboire de Paderborn, de nom officiel Haute Église Sainte-Marie-Saint-Liboire-et-Saint-Killian est une église catholique de la ville de Paderborn ainsi que la cathédrale de l'archevêché de Paderborn, dans le land allemand de Rhénanie-du-Nord-Westphalie. Elle est nommée en l'honneur de l'évêque Liboire du Mans.

## Patrons de la cathédrale
Le premier saint patron de la ville, du diocèse et troisième patron de la cathédrale est saint Liboire. Ses reliques furent apportées en 836 du Mans sous le règne de Louis le Pieux dans le cadre d'une translation de reliques, ce qui était habituel à cette époque. La population accueillit avec ferveur l'arrivée du groupe les transportant, et un pacte d’éternelle fraternité s'établit entre les évêques respectifs. En souvenir de cet événement s'institua jumelage, pèlerinage et fêtes de la Saint-Liboire qui ont toujours lieu en juillet.
Les deux autres saints patrons de la cathédrale sont Sainte Marie et saint Kilian.

## Architecture et histoire
La cathédrale imposante telle qu'elle se présente aujourd'hui remonte essentiellement au XIIIe siècle. C'est une église-halle à trois nefs avec double transept. Le puissant clocher roman dominant le centre-ville, avec ses 93 mètres de hauteur, est typique du début du XIIIe siècle. Dans la crypte, une des plus grandes d'Allemagne, sont conservées les reliques de saint Liboire. Les ajouts et reconstructions postérieurs n'ont pas changé fondamentalement l'aspect général de l'édifice. En particulier, les restaurations et l'apport du baroque après la guerre de Trente Ans sous le règne du prince-évêque Dietrich Adolf, ainsi que la reconstruction après les bombardements de la Seconde Guerre mondiale.
Au nord de la cathédrale actuelle a été construit en 776 le "Karlsburg" avec le trône du roi au nord-ouest. C'est en ce lieu lors de la rencontre entre Charlemagne et le pape Léon III que fut érigé en 799 le diocèse de Paderborn. Plus au nord, se trouve le bâtiment de Kaiserpfalz. À proximité de la cathédrale et sous ses murs, les fouilles archéologiques sont révélatrices des mille deux cents années d'histoire de la cathédrale.
La Bartholomäuskapelle (chapelle Saint-Barthélemy) consacrée en 1017 est aussi en lien avec la cathédrale. Elle est considérée comme la plus vieille des églises-halles du nord des Alpes. 
Quelques dizaines de mètres en contrebas nord de la cathédrale se trouvent les bassins des sources du Dielenpader et du Rothobornpader, deux des six bras des sources de la Pader qui sont à l'origine du nom de la ville de Paderborn.
Dimension de la cathédrale
- longueur : 104 mètres
- largeur (au niveau des transepts) : 52 mètres
- largeur (au niveau des chapelles latérales) : 37 mètres
- hauteur de la nef principale : 28 mètres
- hauteur de la tour/clocher : 93 mètres

Éléments remarquables
- portail du paradis (avant 1240)
- piéta (vers 1380)
- maître-autel gothique (fin du Ve siècle)
- double Madone (vers 1480)
- fenêtre des trois lièvres (début du XVIe siècle)
- cénotaphe du prince-archevêque Dietrich IV von Fürstenberg († 1618)
- chaire en style Régence

## Porche d'entrée et portail du paradis

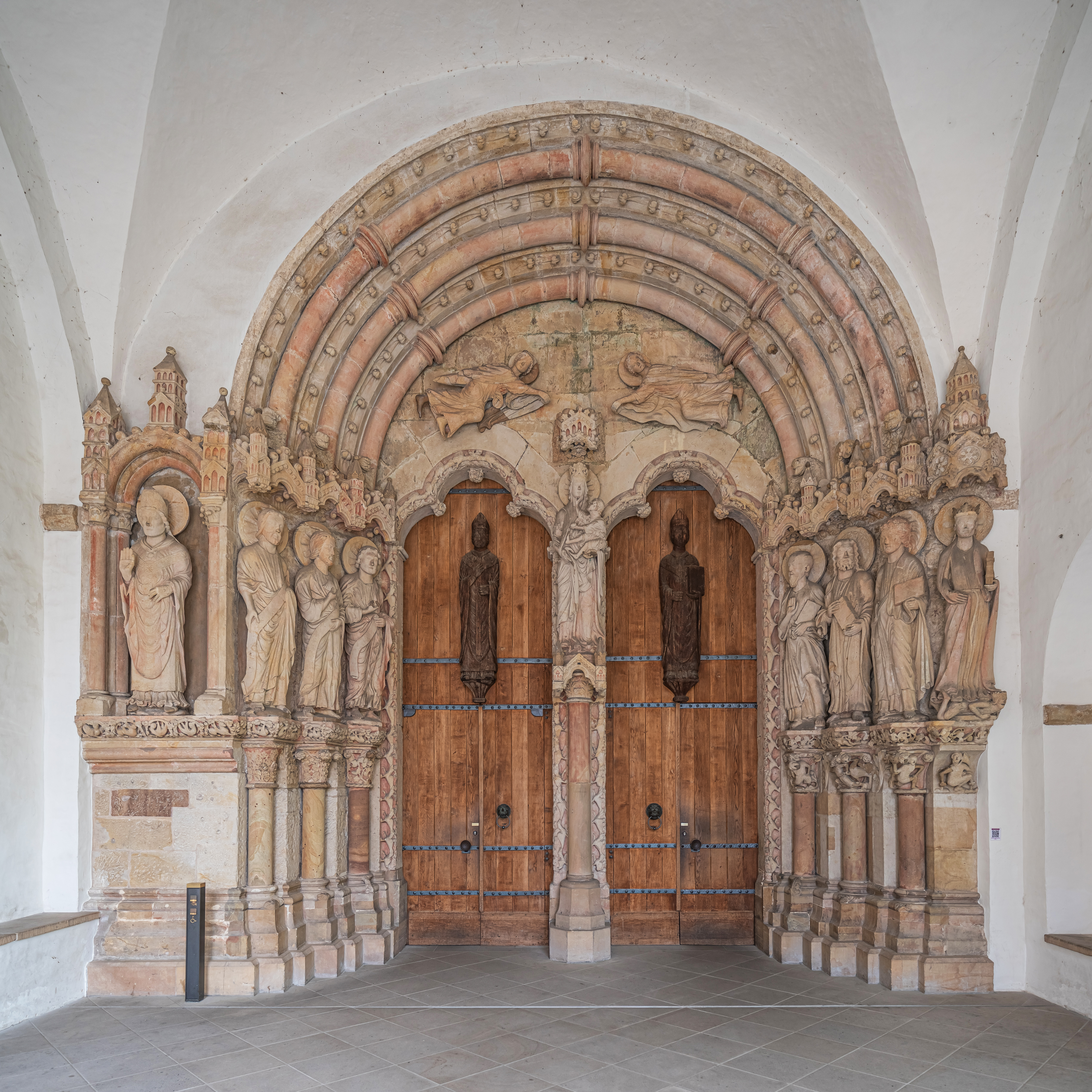
L'entrée principale.

La cathédrale a une configuration de double chœur et ne possède donc pas d'entrée sur la façade ouest. C'est pourquoi on trouve sur le côté sud un porche d'entrée avec un tympan. L'ensemble aurait été construit dans le premier tiers du XIIIe siècle.
Le porche qui était deux fois plus grand jusqu'en 1859 était utilisé comme salle de repos pour les pèlerins sur le chemin de Saint-Jacques-de-Compostelle. Il présente de fortes similitudes avec les porches d'églises françaises sur les chemins de Compostelle.
Le groupe de statues dans l'entrée est très rare sous cette forme en Allemagne. C'est le plus grand portail roman en Westphalie. Il n'est pas construit selon un plan unitaire, mais commencé comme un pur portail de colonnes et achevé en portail figuratif sous l'influence des cathédrales gothiques françaises comme le prouvent les discordances de construction.
Au milieu du tympan est représentée Marie Mère de Dieu et Reine du ciel. Dans un geste expressif, l'enfant se tourne vers sa mère par un mouvement du bras. Les restes de peinture montrent qu'au Moyen Âge, le groupe de sculpture était certainement peint.

## La fenêtre des trois lièvres

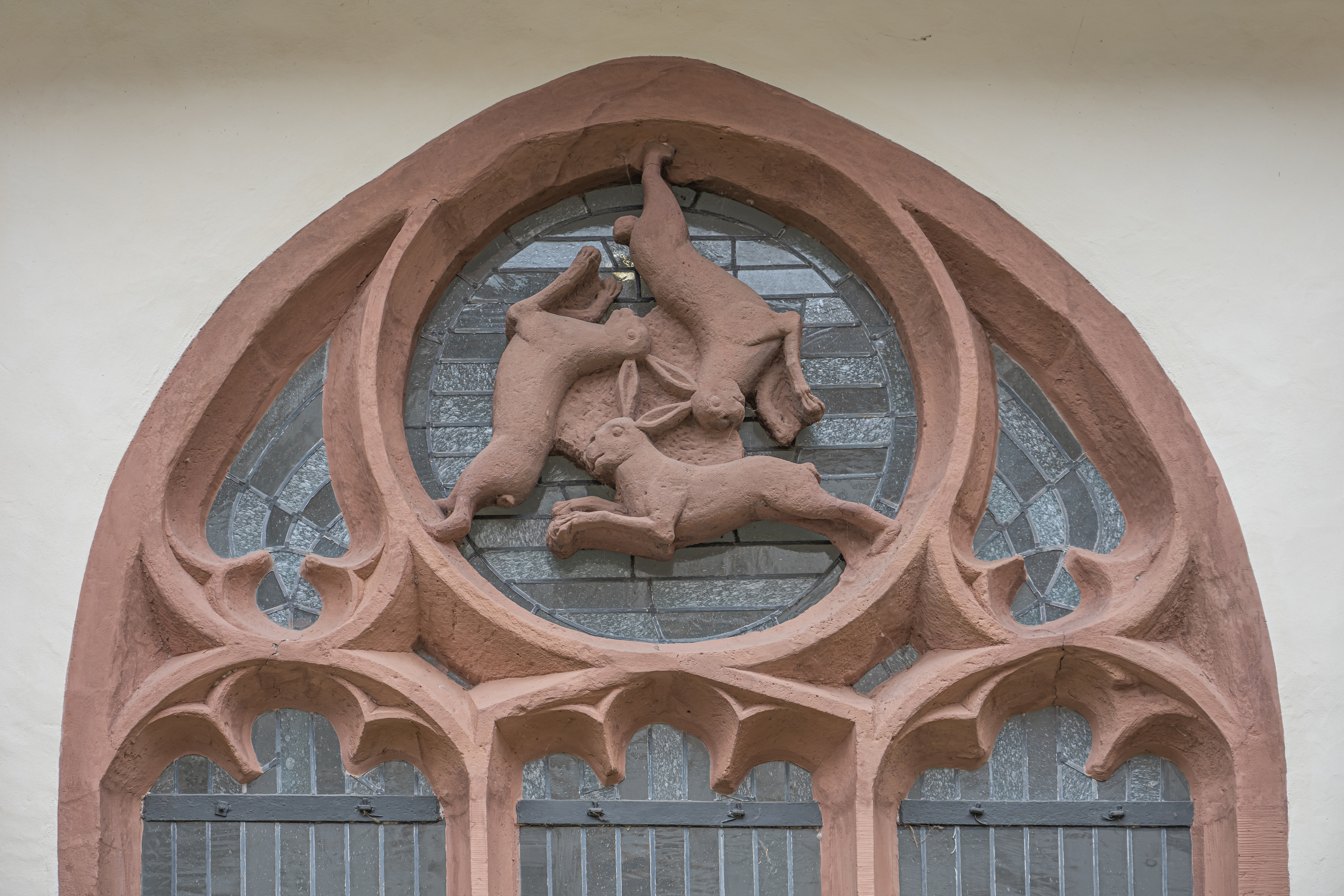
La fenêtre des trois lièvres.

« Der Hasen und der Löffel drei, und doch hat jeder Hase zwei ».
Cette comptine rappelle le motif des trois oreilles en représentant six de la fenêtre des trois lièvres. L'œuvre créée au début du XVIe siècle en grès rose de la Weser montre trois lièvres bondissant disposés en spirale et remplaçant les mouchettes flamboyantes habituelles des remplages. Elle se trouve sur la galerie nord du cloître de la cathédrale et ne se remarquait pas au premier regard. L'original est conservé et exposé à l'intérieur du Diözesanmuseum de Paderborn.
La fenêtre est l'une des curiosités les plus connues de Paderborn et l'un de ses motifs symboliques. La tradition rapporte que chaque artisan passant par Paderborn devait l'avoir vue.

## Les cloches
La sonnerie de la cathédrale se compose de six cloches en fonte coulées en 1951 à la fonderie de Bochum. La 'cloche de Liboire' est la plus grosse cloche de Paderborn. Elle fait aussi partie des plus grosses cloches en fonte qu'on peut entendre aujourd'hui.
| N° | Diamètre (mm) | Poids (kg) | Note (16tel) |
| 1  | 2345          | 4835       | fa # 2 –3    |
| 2  | 1975          | 2800       | la 2 ±0      |
| 3  | 1796          | 2230       | si2 –1       |
| 4  | 1597          | 1570       | do #3 –2     |
| 5  | 1350          | 940        | mi3 –1       |
| 6  | 1185          | 620        | fa #3 –1     |

## Galerie

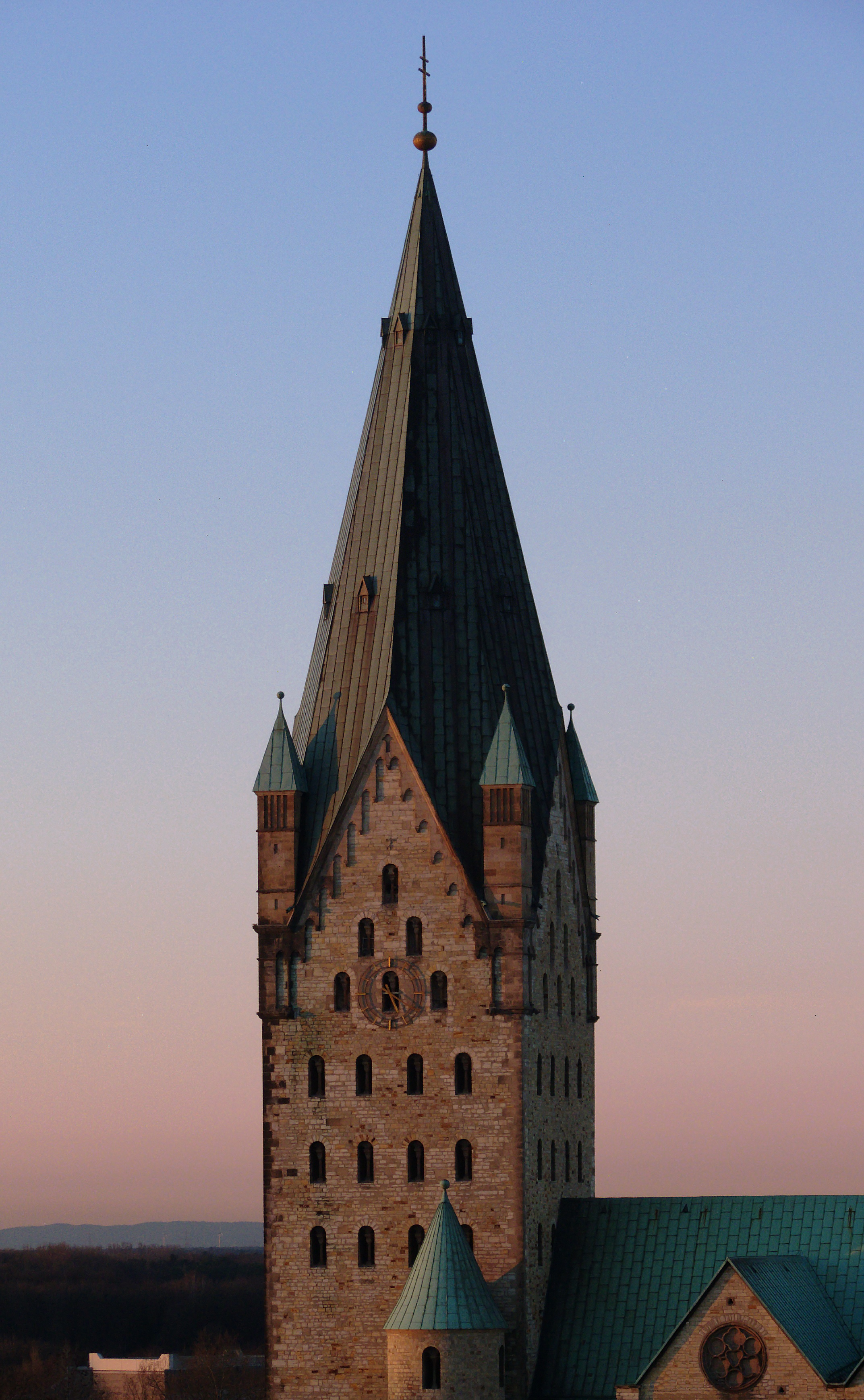
La tour
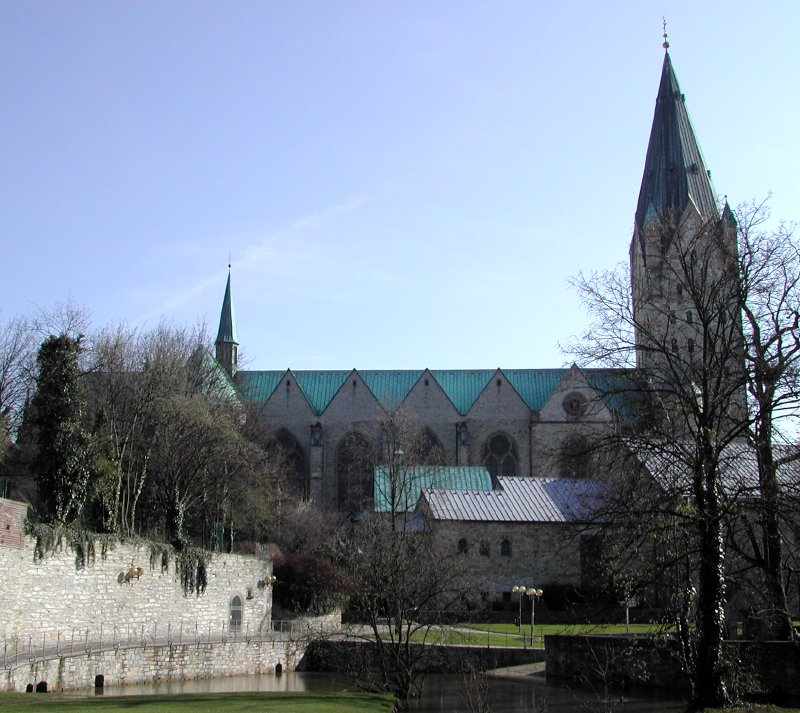
La façade nord
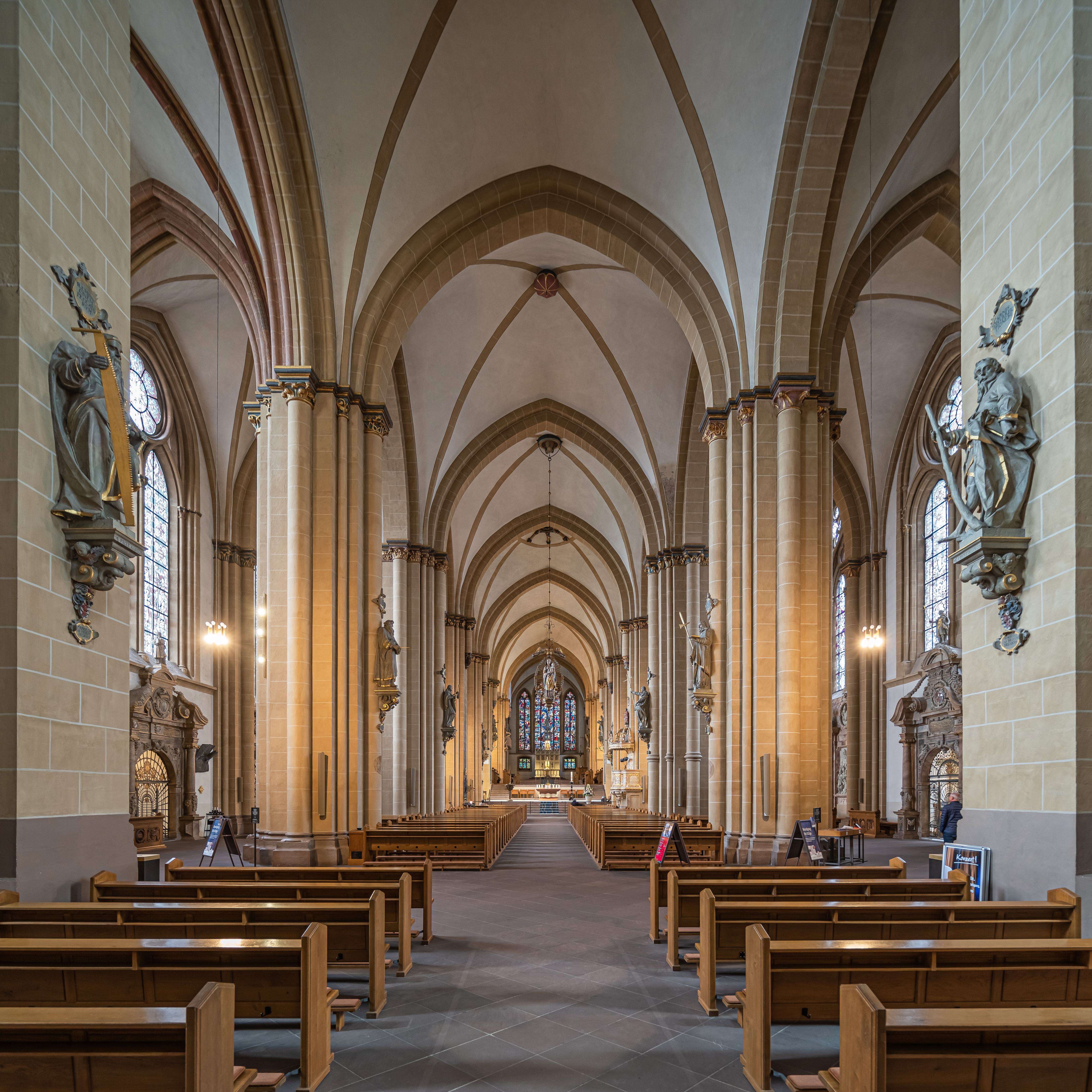
La nef et le chœur
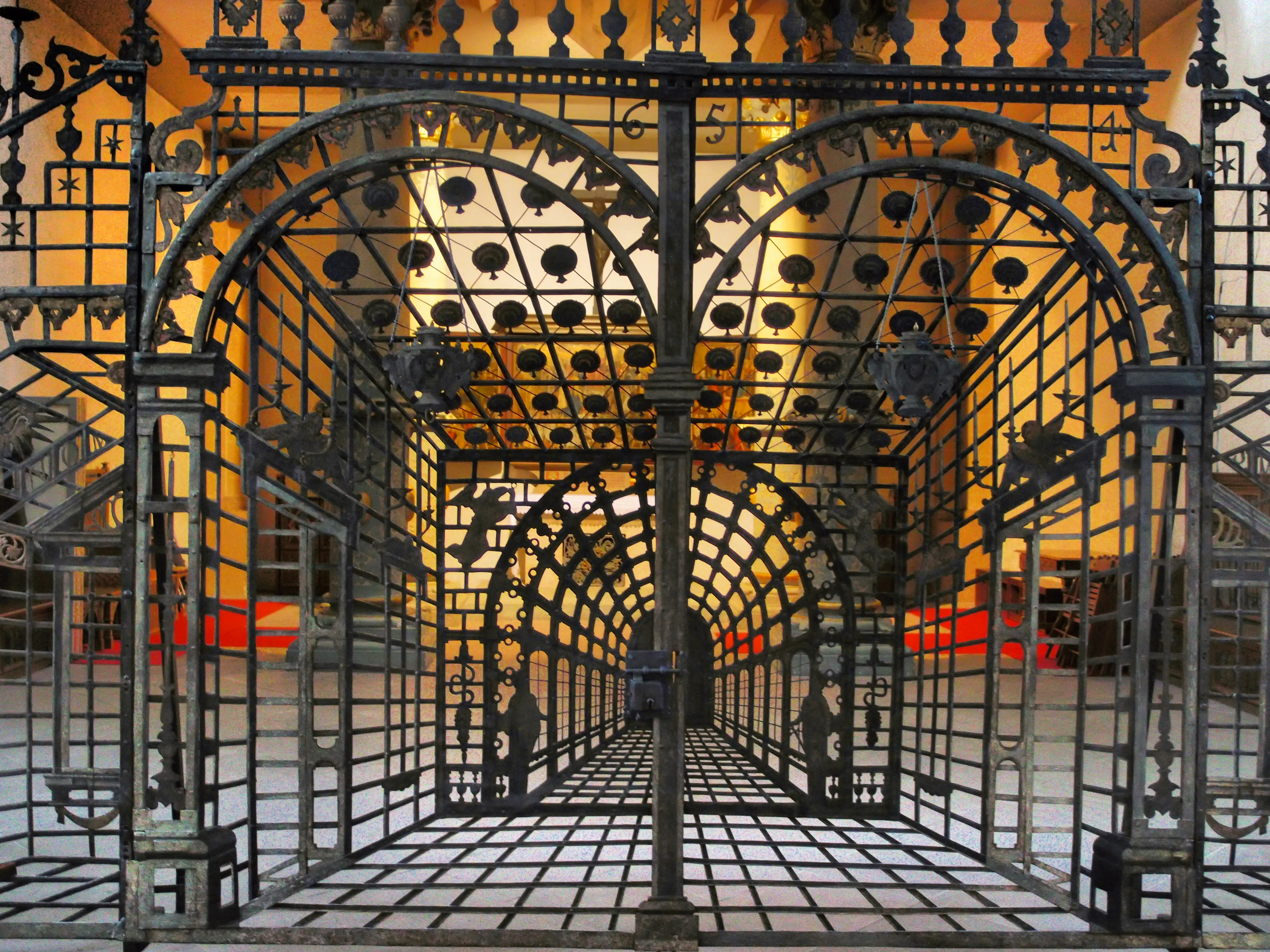
Une porte
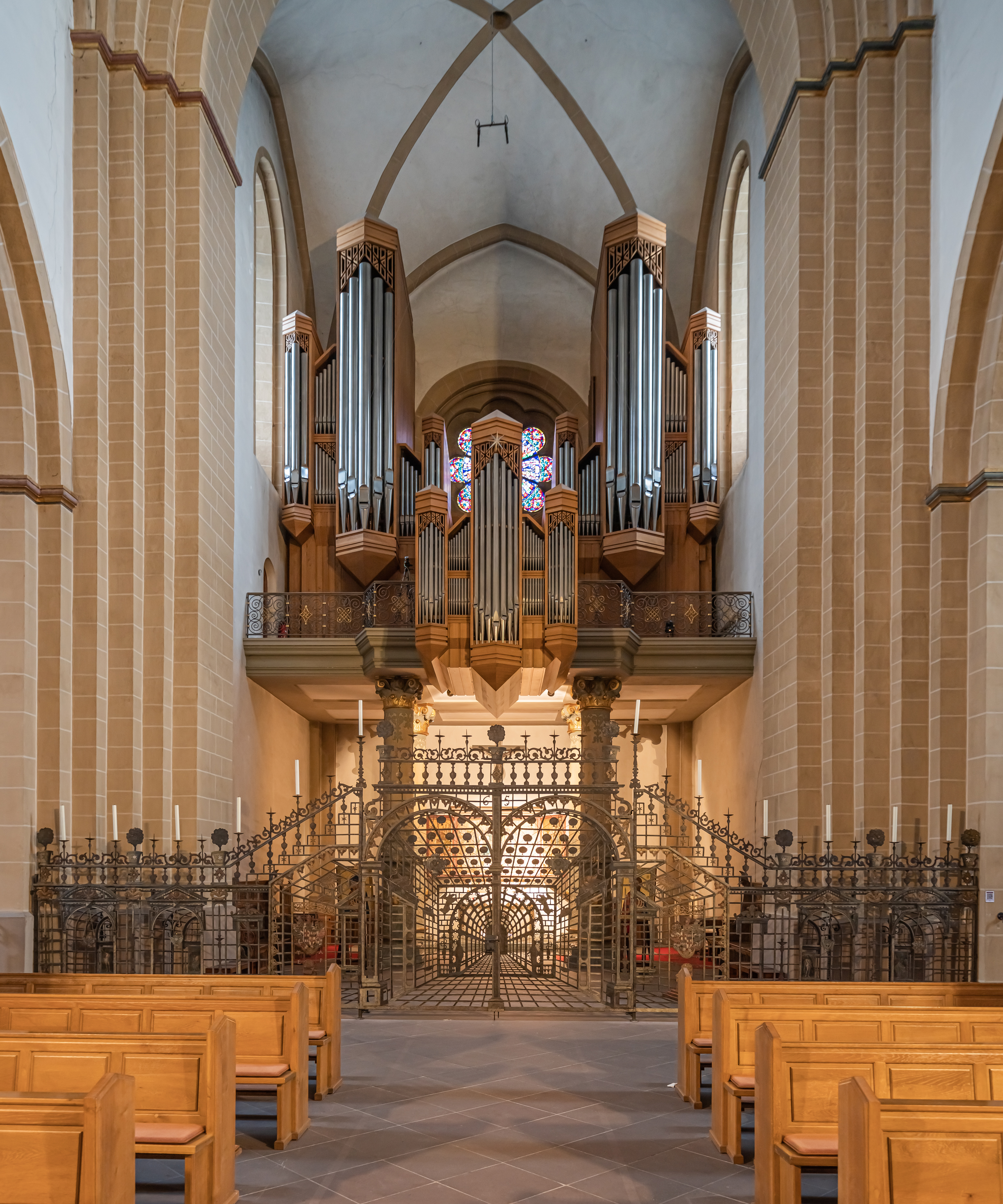
L'orgue